# RFC
Запит коментарів, Прохання прокоментувати (англ. Request for Comments, RFC) — документ із серії пронумерованих інформаційних документів Інтернету, що містить технічні специфікації та Стандарти, має широке застосування  у всесвітній мережі. Назву «Request for Comments»  ще можна перекласти як «заявка на обговорення» чи «тема для обговорення». Зараз публікацією документів RFC займається IETF під егідою відкритої організації Товариство Інтернету (англ. Internet Society, ISOC). Правами на RFC володіє якраз Товариство Інтернету.

## Історія
Формат RFC з’явився в 1969 році при обговоренні проекту ARPANET. RFC 1 був опублікований 7 квітня 1969 р. та називався «Host Software». Перші RFC поширювалися в друкованому вигляді як звичайні листи, але вже з грудня 1969 р., коли запрацювали перші сегменти ARPANET, документи почали розповсюджуватися в електронній формі.
Нарис історії RFC за 30 років з 1969 по 1999 роки показаний в RFC 2555.

## Створення та життєвий цикл RFC
Незважаючи на назву, запити коментарів RFC зараз розглядаються як стандарти Інтернету (а робочі версії стандартів називаються чернетками, від англ. draft). Згідно RFC 2026, життєвий цикл стандарту такий:
1. Виноситься на загальне обговорення Інтернетівська чернетка (англ. Internet Draft). Чернетки не мають офіційного статусу та видаляються з бази через шість місяців після останньої зміни.
2. Якщо чернетка стандарту виявляється досить вдалою, вона отримує статус Запропонованого стандарту (англ. Proposed Standard) та свій номер RFC. Наявність програмної реалізації стандарту бажана, але не обов'язкова.
3. Наступна стадія — Чорновий стандарт (англ. Draft Standard) означає, що пропонований стандарт прийнятий товариством та для нього існує щонайменше дві незалежні реалізації.
4. Вищий рівень — Стандарт Інтернету (англ. Internet Standard) означає, що існує значна кількість різних реалізацій та успішний досвід використання.

Такі стандарти, поряд з нумерацією RFC, мають власну нумерацію STD.

## Приклади популярних RFC
| Номер RFC | Тема                                                  |
| --------- | ----------------------------------------------------- |
| RFC 768   | UDP                                                   |
| RFC 791   | IP                                                    |
| RFC 792   | ICMP                                                  |
| RFC 793   | TCP                                                   |
| RFC 821   | SMTP, замінений RFC 2821                              |
| RFC 822   | Формат електронної пошти, замінений RFC 2822          |
| RFC 826   | Протокол визначення адреси (ARP)                      |
| RFC 894   | IP через Ethernet                                     |
| RFC 951   | Протокол початкового завантаження BOOTP               |
| RFC 959   | FTP                                                   |
| RFC 1034  | DNS — концепція                                       |
| RFC 1035  | DNS — втілення                                        |
| RFC 1122  | Вимоги до хоста 1                                     |
| RFC 1123  | Вимоги до хоста 2                                     |
| RFC 1191  | Визначення шляху MTU                                  |
| RFC 1256  | Виявлення маршрутизатора в мережі                     |
| RFC 1323  | Високопродуктивний протокол TCP                       |
| RFC 1350  | TFTP                                                  |
| RFC 1403  | Взаємодія BGP та OSPF                                 |
| RFC 1459  | IRC                                                   |
| RFC 1498  | Архітектурна дискусія                                 |
| RFC 1518  | Присвоєння адрес CIDR                                 |
| RFC 1519  | Міждоменна маршрутизація                              |
| RFC 1591  | Структура доменних імен                               |
| RFC 1661  | PPP                                                   |
| RFC 1738  | URL                                                   |
| RFC 1771  | BGP версії 4                                          |
| RFC 1772  | Застосування BGP                                      |
| RFC 1789  | Телефонія через Інтернет (замінений стандартами VoIP) |
| RFC 1812  | Вимоги до маршрутизаторів IPv4                        |
| RFC 1889  | Транспорт реального часу                              |
| RFC 1905  | SNMP                                                  |
| RFC 1907  | SNMP версії 2                                         |
| RFC 1918  | «Мережа 10»                                           |
| RFC 1939  | Протокол POP версії 3 (POP3)                          |
| RFC 2001  | Розширення продуктивності TCP                         |
| RFC 2026  | Процес стандартизації в Інтернеті                     |
| RFC 2045  | MIME                                                  |
| RFC 2046  | MIME                                                  |
| RFC 2047  | MIME                                                  |
| RFC 2048  | MIME                                                  |
| RFC 2049  | MIME                                                  |
| RFC 2060  | IMAP версії 4 (IMAP4), замінений RFC 3501             |
| RFC 2131  | DHCP                                                  |
| RFC 2223  | Інструкції для авторів RFC                            |
| RFC 2231  | Кодування символів                                    |
| RFC 2328  | OSPF                                                  |
| RFC 2401  | Архітектура безпеки                                   |
| RFC 2453  | Routing Information Protocol, версія 2                |
| RFC 2516  | PPPoE                                                 |
| RFC 2525  | Проблеми TCP                                          |
| RFC 2535  | Безпека DNS                                           |
| RFC 2581  | Контроль заторів в TCP                                |
| RFC 2616  | HTTP                                                  |
| RFC 2637  | PPTP                                                  |
| RFC 2663  | Трансляція мережевих адрес                            |
| RFC 2766  | NAT-PT (оголошено застарілим у RFC 4966)              |
| RFC 2821  | SMTP                                                  |
| RFC 2822  | Формат електронної пошти                              |
| RFC 2865  | RADIUS                                                |
| RFC 2866  | Засоби обрахунку RADIUS                               |
| RFC 2960  | SCTP                                                  |
| RFC 3010  | NFS                                                   |
| RFC 3031  | Архітектура MPLS                                      |
| RFC 3066  | Мовні теґи                                            |
| RFC 3092  | Етимологія «Foo»                                      |
| RFC 3098  | Відповідальна реклама електронною поштою              |
| RFC 3160  | Гід по IETF                                           |
| RFC 3168  | Explicit Congestion Notification                      |
| RFC 3261  | SIP                                                   |
| RFC 3501  | IMAP версії 4 видання 1 (IMAP4rev1)                   |
| RFC 4627  | JSON                                                  |

## Зноски
1. ↑  Айзексон, 2017, с. 233.